# Chris Moleya
Christopher « Chris » Moleya  (né le 27 janvier 1997) est un athlète sud-africain, spécialiste du saut en hauteur. 

## Biographie
Il remporte la médaille de bronze du saut en hauteur lors des Jeux africains de 2015, à Brazzaville, en portant son record personnel à 2,22 m.
Il devient vice-champion d'Afrique en 2018 à Asaba, ce qui lui vaut la sélection en équipe d’Afrique lors de la Coupe continentale à Ostrava.

### Palmarès
| Date | Compétition            | Lieu        | Résultat | Épreuve         | Performance |
| ---- | ---------------------- | ----------- | -------- | --------------- | ----------- |
| 2015 | Jeux africains         | Brazzaville | 3e       | Saut en hauteur | 2,22 m      |
| 2016 | Championnats d'Afrique | Durban      | 6e       | Saut en hauteur | 2,00 m      |
| 2018 | Championnats d'Afrique | Asaba       | 2e       | Saut en hauteur | 2,26 m      |

### Records
| Épreuve         | Performance | Lieu   | Date         |
| --------------- | ----------- | ------ | ------------ |
| Saut en hauteur | 2,26 m      | Madrid | 22 juin 2018 |